# Jan Vácha
Jan Vácha (* 19. října 1933 (Svatý Jan, Drážkov)) byl český a československý politik, po sametové revoluci poslanec Sněmovny lidu Federálního shromáždění za ČSL.

## Biografie
Profesně je k roku 1990 uváděn jako vedoucí ASŘ, bytem Praha.
V lednu 1990 zasedl v rámci procesu kooptací do Federálního shromáždění po sametové revoluci do Sněmovny lidu (volební obvod č. 3 – Praha 3, hlavní město Praha) za ČSL. Ve Federálním shromáždění setrval do svobodných voleb roku 1990.